# Pomeznice

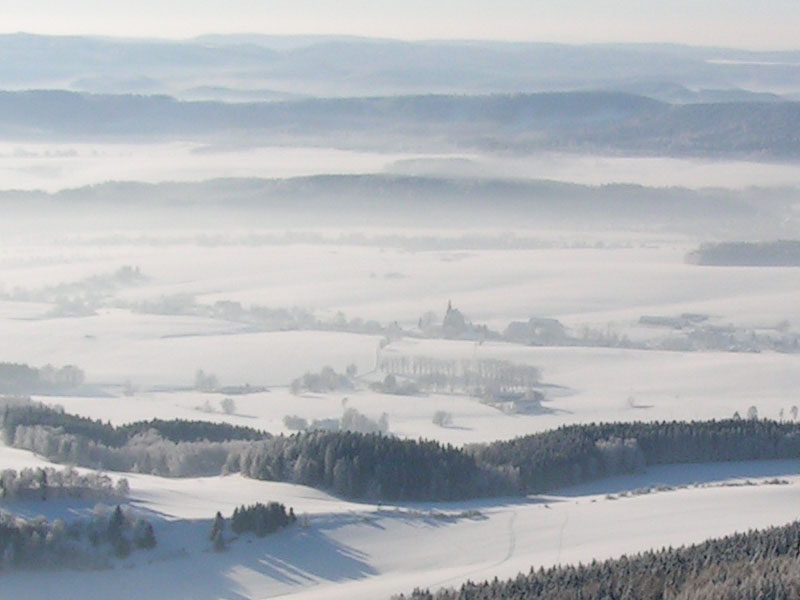
Blick vom Ruprechtický Špičák auf Pomeznice und Vižňov, die Lipowa und die Buková hora

Pomeznice (deutsch Grenzdörfel) ist ein Ortsteil der Stadt Meziměstí in Tschechien. Er liegt zweieinhalb Kilometer nördlich von Meziměstí nahe der tschechisch-polnischen Grenze und gehört zum Okres Náchod.

## Geographie
Die Streusiedlung Pomeznice befindet sich am südlichen Fuße des Heidelgebirges (Javoří hory) in der Quellmulde eines rechten Zuflusses zum Ruprechtický potok. Nördlich erheben sich die Homole (Mittelberg, 782 m n.m.), der Březový vrch (Birkenberg, 743 m n.m.), der Malý kopec (726 m n.m.) und die Kopica (Kesselkoppe, 797 m n.m.), im Nordosten die Světlina (Lichtenhauberg, 796 m n.m.), der Ruprechtický Špičák (Ruppersdorfer Spitzberg, 881 m n.m.) und der Široký vrch (Breiter Berg, 840 m n.m.), südöstlich die Vyhlídka (Herzogkoppe, 489 m n.m.) sowie im Nordwesten der Miłosz (Friedländer Reichmacher, 705 m n.p.m), die Obírka (Hegewaldberg, 781 m n.m.) und die Garbatka (Görbersdorfer Reichmacher, 796 m n.p.m).
Nachbarorte sind Lesní Domky (Buschhäuser), Sokołowsko und Rybnica Leśna im Norden, Andrzejówka  und Radosno im Nordosten, Ruprechtice im Osten und Südosten, Meziměstí im Süden sowie Vižňov im Westen.

## Geschichte
Grenzdörfel wurde 1780 durch die Stiftsherrschaft Braunau auf Ruppersdorfer Rustikalgründen angelegt und dem Ruppersdorfer Gericht zugeteilt.
Im Jahre 1833 bestand das im Königgrätzer Kreis gelegene Dorf Gränzdörfel aus 15 Häusern, in denen 87 Personen lebten. Haupterwerbsquelle bildete die Spinnerei und Weberei. Gränzdörfel war nach Wiesen eingeschult; Pfarrort war Wernersdorf. Bis zur Mitte des 19. Jahrhunderts blieb das Dorf der Stiftsherrschaft Braunau untertänig.
Nach der Aufhebung der Patrimonialherrschaften bildete Grenzdörfl ab 1849 einen Ortsteil der Gemeinde Ruppersdorf im Gerichtsbezirk Braunau. Die Bewohner des Dorfes waren jedoch seit jeher stark mit Wiesen verbunden, wo sie die Gottesdienste in der Filialkirche Zur Heiligen Mutter Anna besuchten und die Kinder eingeschult waren; der Weg nach Ruppersdorf war doppelt so lang und führte zudem über einen Höhenrücken. Im Jahre 1868 wurde Grenzdörfl dem Bezirk Braunau zugeordnet. Zu Beginn des 20. Jahrhunderts bestand Grenzdörfel aus 13 Häusern, darunter einem Wirtshaus. Als die Gemeinde Ruppersdorf zur Finanzierung der Schulerweiterung ab 1905 eine Erhöhung der Gemeindeumlage beschloss, war das für die Bewohner von Grenzdörfel der Anlass, sich nach Wiesen umgemeinden zu lassen. Nach der Gründung der Tschechoslowakei wurde Pomeznice als amtlicher tschechischer Ortsname eingeführt.
Nach dem Münchner Abkommen wurde Grenzdörfel im Herbst 1938 dem Deutschen Reich zugeschlagen und gehörte bis 1945 zum Landkreis Braunau. Nach dem Ende des Zweiten Weltkrieges kam Pomeznice zur Tschechoslowakei zurück und die deutsche Bevölkerung wurde vertrieben. Ein Großteil der Häuser blieb danach unbewohnt und wurde später abgerissen. Im Zuge der Gebietsreform von 1960 erfolgte die Aufhebung des Okres Broumov, seitdem gehört Pomeznice zum Okres Náchod. 1961 wurde das Dorf zusammen mit Vižňov nach Meziměstí eingemeindet. 1991 hatte Pomeznice einen ständigen Einwohner. Im Jahre 2001 bestand das Dorf aus drei Wohnhäusern und hatte vier Einwohner. Pomeznice besteht heute aus sieben Häusern, von denen die meisten nicht mehr zu Wohnzwecken genutzt werden.

## Ortsgliederung
Der Ortsteil ist Teil des Katastralbezirkes Vižňov.